# سایه از دست رفته آبی
"سایه گم شده آبی" نمونه ای است که توسط فیلسوف اسکاتلندی دیوید هیوم معرفی شده است تا نشان دهد که حداقل می‌توان تصور کرد که ذهن بتواند ایده ای را بدون قرار گرفتن در معرض تجربه حسی مربوطه ایجاد کند. فیلسوفان آن را یک مشکل می‌دانند، زیرا به نظر می‌رسد در تضاد مستقیم با آنچه هیوم قبلاً نوشته بود قرار دارد.
دیوید هیوم در هر دو رساله طبیعت انسان و تحقیق در مورد درک انسان استدلال می‌کند که همه ادراکات ذهن را می‌توان به عنوان «محسوسات» و «ایده‌ها» طبقه‌بندی کرد. وی در ادامه استدلال می‌کند که:
«ما همیشه خواهیم دید که هر ایده ای که بررسی می‌کنیم از یک برداشت مشابه کپی شده است. کسانی که ادعا می‌کنند که این موضع نه به‌طور کلی و نه بدون استثنا صادق است، تنها یک راه دارند و آن روشی آسان برای رد کردنش با تولید آن اندیشه که به نظر آنان از این منبع نشأت نمی‌گیرد.»
مشکل عدم وجود سایه آبی به این دلیل به وجود می‌آید که فقط دو پاراگراف بعد هیوم چنین ایده ای را ارائه می‌دهد. او می‌گوید:
«با این حال، یک پدیده متناقض وجود دارد که ممکن است ثابت کند که به وجود آمدن ایده‌ها، مستقل از برداشت‌های متناظر آنها، مطلقاً غیرممکن نیست. من معتقدم که به راحتی اجازه داده می‌شود که چندین ایده متمایز از رنگ، که به چشم وارد می‌شود، یا ایده‌های صوتی که توسط گوش منتقل می‌شود، واقعاً با یکدیگر متفاوت باشند. هر چند، در عین حال، شبیه. حال اگر این موضوع در مورد رنگ‌های مختلف صدق می‌کند، باید در مورد سایه‌های مختلف همان رنگ کمتر نباشد. و هر سایه یک ایده مجزا، مستقل از بقیه ایجاد می‌کند؛ زیرا اگر این امر انکار شود، می‌توان با درجه‌بندی مداوم سایه‌ها، یک رنگ را به‌طور نامحسوسی در آنچه دورتر از آن است اجرا کرد. و اگر اجازه ندهید هیچ‌یک از ابزارها متفاوت باشد، نمی‌توانید بدون پوچ بودن، منکر یکسان بودن افراط و تفریط شوید؛ بنابراین، فرض کنید شخصی سی سال از بینایی خود لذت برده است و با انواع رنگ‌ها کاملاً آشنا شده است، به جز یک سایه خاص از آبی، برای مثال، که هرگز بخت و اقبال او را نداشته است که با آن ملاقات کند. بگذارید همه سایه‌های مختلف آن رنگ، به جز آن رنگ واحد، در مقابل او قرار گیرند، و به تدریج از عمیق‌ترین به روشن‌ترین رنگ فرود آیند. واضح است که او در جایی که آن سایه ناخواسته است، جای خالی را درک می‌کند و معقول خواهد بود که در آن مکان بین رنگ‌های به هم پیوسته فاصله بیشتری نسبت به سایر رنگ‌ها وجود دارد. حال می‌پرسم که آیا ممکن است او از روی تخیل خود این کمبود را تأمین کند و ایده آن سایه خاص را در ذهن خود مطرح کند، اگرچه هرگز از طریق حواسش به او منتقل نشده بود؟ من معتقدم که بخت کمی وجود دارد، اما برخ ممکن است باور داشته باشند که او می‌تواند و این ممکن است از دید این افراد به عنوان اثبات این باشد که ایده‌های ساده همیشه، در هر نمونه، از برداشت‌های متناظر ناشی نمی‌شوند. اگر چه این مثال آنقدر منحصر به فرد است که به ندرت ارزش مشاهده را دارد، و شایسته نیست، فقط برای آن اصل کلی خود را تغییر دهیم. 》

## پاسخ‌ها
برخی از فیلسوفان هیوم را به خاطر ارائه چنین مثال روشنی و سپس خدشه بر آن مورد انتقاد قرار می‌دهند. پریچارد می‌گوید:
البته این همان واقعیتی است که باید هیوم را وادار به تجدید نظر در کل نظریه خود کند. نادیده گرفتن مثالی تا این حد مرده در برابر یک دکترین بنیادی خودش واقعاً وقاحت است و ساده لوحیست… اگر او ایده علت را نیز به عنوان یک مورد استثنایی مجزا می‌دانست، حتماً اصلاً دلیلی برای نوشتن رساله نداشت.
سایر فیلسوفان دیدگاه سخاوتمندانه تری نسبت به موضع هیوم دارند. جنکینز می‌گوید:
آنقدر نیست که به سختی ارزش تغییر یک تز کلی برای یک استثنا را داشته باشد، که تا حد زیادی همان خطی است که خود هیوم اتخاذ می‌کند. بلکه این است که ویژگی خود پدیده به وضوح با تأکید اساسی دکترین هیوم مغایرت ندارد. این تأکید واقعاً در این ادعا است که در نهایت، هیچ ایده ای بدون محسوسات نمی‌تواند وجود داشته باشد. مثال او از این اصل سرپیچی نمی‌کند، زیرا احتمالاً هیوم استدلال می‌کند که بدون تجربه حسی رنگ‌های دیگر و به ویژه سایر سایه‌های آبی، سایه گمشده را نمی‌توان تصور کرد. این ادعایی نیست که این ایده، گویی، از یک کلاه تولید شده است. شاید چیزی بیش از این امتیاز نباشد که قوای طبیعی ذهن اندکی بیشتر از آنچه که او اجازه داده بود، فعال است.
گاهی اوقات گفته می‌شود که مشکل حتی شدیدتر از آن چیزی است که هیوم فکر می‌کند. هیوم ادعا می‌کند که این نمونه «مفرد» است، اما الکساندر برودی می‌نویسد:
دلیل اینکه مثال هیوم مفرد نیست، این است که اگر واقعاً شخصی می‌تواند تصوری از سایه آبی داشته باشد، اگرچه قبلاً تصوری از آن سایه نداشته است، پس باید اجازه دهیم که یک فرد بتواند علاوه بر تصوری از سایه آبی سایه‌های از دست رفته هر رنگ دیگر را نیز داشته باشد. و هیچ دلیلی وجود ندارد که ما در اینجا خود را به در نظر گرفتن تنها یکی از روش‌های حسی پنج‌گانه محدود کنیم. ما همچنین می‌توانیم تصوری از یک صدا، طعم، یا بو، یا کیفیت لمسی از دست رفته داشته باشیم.
با این حال سخنان خود هیوم نشان می‌دهد که او کاملاً از این موضوع آگاه بوده است. هیوم پاراگراف مربوطه را با صحبت در مورد صداها و رنگ‌ها آغاز می‌کند. علاوه بر این، هنگام معرفی اولین سایه آبی که از دست رفته است، می‌گوید: «مثلاً به جز یک سایه خاص از آبی». کلمات «مثلاً» نشان می‌دهد که او به راحتی می‌توانست نمونه متفاوتی را انتخاب کند. وقتی بعداً می‌گوید: «این نمونه آنقدر منحصر به فرد است که به ندرت ارزش مشاهده را دارد» او نمی‌تواند به این مثال خاص اشاره کند، بلکه به نوع استثنایی است که نشان می‌دهد.
وقتی هیوم می‌گوید: اجازه دهید همه سایه‌های مختلف آن رنگ، به جز آن رنگ، در مقابل او قرار گیرند، او فرض می‌کند که رنگ‌ها از مجموعه‌ای از رنگ‌های مستقل متمایز تشکیل شده‌اند، در حالی که در واقعیت یک پیوستار را تشکیل می‌دهند. با این حال، فوگلین پیشنهاد می‌کند، "شاید دلیل اینکه هیوم این را نمی‌بیند این باشد که او به ایده‌های اشیاء می‌اندیشد و نه در مورد خود اشیا. به ویژه، او ممکن است معتقد باشد که مفهوم تفاوت غیرقابل تشخیص بین ایده‌ها معنی ندارد. در یک ایده چیزی بیشتر از آن چیزی نیست که بتوان در آن تشخیص داد، اگر این موضع هیوم باشد، پس این تصور که دو ایده می‌توانند متفاوت باشند بدون اینکه به‌طور قابل تشخیصی متفاوت باشند، وجود ندارد.

## راه حل‌ها

### اختلاط ذهنی
اختلاط ذهنی راه حلی است که موریس پیشنهاد کرده است. ایده در اینجا این است که همان‌طور که رنگ‌ها برای تولید طیف رنگی نمونه‌های رنگی موجود در یک فروشگاه مخلوط می‌شوند، باید این امکان وجود داشته باشد که رنگ‌ها به نوعی مشابه در ذهن ترکیب شوند. با این حال، بدون استدلال بیشتر، آشکار نیست که ما دارای چنین قابلیتی هستیم.

### رنگ‌ها به عنوان ایده‌های پیچیده
راه دیگری برای حل این مشکل این است که پیشنهاد کنیم رنگ‌ها نیز ممکن است به عنوان ایده‌های پیچیده در نظر گرفته شوند. این وسوسه انگیز است زیرا هیوم فقط از «قابلیت ترکیب، جابجایی، تقویت یا کاهش موادی که حواس به ما می‌دهد» صحبت کرده است. این که «افزایش» و «کاهش» فقط در مورد اندازه فیزیکی صدق نمی‌کند، از روشی که هیوم پیشنهاد می‌کند که ایده ما از خدا از تأمل در عملکردهای ذهن خودمان ناشی می‌شود و خرد بدون محدودیت، ویژگی‌های خوب را افزایش می‌دهد و نام آن را خدا می‌گذارد. با این حال، مسئله سایه آبی گمشده معیار سوم ما را نادیده می‌گیرد، زیرا هیوم به وضوح بین ایده‌های پیچیده و ایده‌های ساده تمایز قائل می‌شود، به گونه ای که احتمال پیچیده بودن رنگ‌ها را رد می‌کند. هیوم در رساله (کتاب ۱، فصل ۱، بخش ۱) می‌نویسد: ادراکات یا برداشت‌ها و ایده‌های ساده مانند عدم پذیرش تمایز یا جدایی هستند. مجموعه بر خلاف اینها هستند و ممکن است به بخش‌هایی متمایز شوند. اگرچه یک رنگ، طعم و بوی خاص، کیفیت‌هایی هستند که همه در یک سیب با هم متحد شده‌اند، اما به راحتی می‌توان فهمید که یکسان نیستند، اما حداقل از یکدیگر قابل تشخیص هستند.